# Collégiale de Saint-Ours
Ne doit pas être confondu avec Collégiale Saint-Ours de Loches.
La collégiale des saints-Pierre-et-Ours se trouve à Aoste, 10 rue Saint-Ours, et constitue, avec la cathédrale Saint-Jean-Baptiste, le témoignage le plus important de l'histoire de l'art sacré en Vallée d'Aoste.

## Historique
La construction de l'église, un édifice entre les styles roman et gothique, au début dédiée à saint Pierre, eut lieu à l'époque de l'évêque Anselme Ier, qui accomplit cette tâche de 994 à 1025, (à ne pas confondre avec Anselme de Cantorbéry). Son plan est à trois nefs décorées de fresques, et fut bâtie sur les restes d'une ancienne basilique paléochrétienne et d'une autre église remontant à l'époque carolingienne.
Le cloître roman, aux chapiteaux historiés, constitue peut-être la partie la plus célèbre de la collégiale. Il fut construit après 1132, comme on lit dans une inscription ANNO AB INCARNATIO (N) E DOMINI MC XXX III IN HOC CLAUSTRO REGULAR (I) S VITA INCEPTA EST. En effet, c'est à cette époque que le pape Innocent II répondit positivement à la requête du prieur Arnulphe d'Avise et de l'évêque aostois Herbert, qui avait été déjà chanoine régulier de saint Augustin dans le chapitre d'Abondance, au Chablais, en Haute-Savoie. Le Bienheureux Arnulphe jusqu'à Georges de Challant (1468-1509) 1er prieur commendataire qui fit modifier les arches et les voûtes. Il fut suivi par dix neuf  successeurs jusqu'à Georges de Challant 1er prieur commendataire.
Après lui viennent onze prieurs commendataires, non résidents, dont Marcantonio Bobba évéque d'Aoste (1557-1567) Charles Gaudence Madrus prieur en 1582 Francesco Adriano Ceva en 1648 qui furent tous trois cardinaux et Antonio Michele Ghislieri prieur en 1565 devient Pape sous le nom de Pie V.
Au XVIe siècle un certain nombre de modifications, qui lui donnèrent le style gothique qu'on lui connaît aujourd'hui, furent apportées à l'église. De cette époque date aussi la construction du prieuré, en style Renaissance, avec une tour octogonale.
L'imposant clocher fut érigé sur le parvis, détaché de l'église. Sa base, constituée de gros blocs, sans doute enlevés des monuments romains aostois, remonte au XIIe siècle, tandis que la partie supérieure fut réalisée au XIIIe siècle. L'horloge existait déjà en 1642.
Malgré l'opposition du 12e et dernier prieur commendataire Gabriel de Bezançon († 1669) la collégiale fut de nouveau sécularisé à la demande des chanoines par le pape Innocent X en octobre 1649 par une bulle pontificale fulminée le 20 janvier 1650. Le cimetière du bourg est créé et consacré par le prieur Jean-Sébastien Linty en 1782. La collégiale est supprimée par le Premier Empire en 1806. À cette époque le prieur nommé en 1780 Chrétien-Jean-Adam Linty administre de facto le diocèse d'Aoste rattaché à celui d'Ivrée, jusqu'à sa mort le 8 mars 1818. Reconstituée après le retour de la Vallée d'Aoste dans le royaume de Sardaigne elle fut définitivement supprimée le 15 août 1867 par le royaume d'Italie.

### Liste des prieurs claustraux
- Arnulphe d'Avise 1er prieur de la collégiale en 1133 puis évêque d'Aoste
- Gonthier
- Herluin, devient archevêque de Tarentaise vers 1224
- Boniface de Valperga, prieur en 1190 puis évêque d'Aoste
- Aymon en 1237
- Gilbert en 1264
- Jordan
- Christin en 1309
- Guillaume Delides le Vieux en 1316
- Jean Arniod en 1325
- Wuillerme en 1331
- Anselme
- Guillaume Delides le Jeune en 1352
- Jean de Champ-Villars en 1363
- Amédée de Miribel
- Pierre d'Aymaville dit de la Tour en 1386
- Berthod Dehuns en 1390
- Antoine de Valleyse en 1408
- Boniface Bordon en 1440
- Humbert Anglici en 1452

### Liste des prieurs commendataires
- 1468-1509 : Georges de Challant
- 1509-1518/1520 : Charles de Challant
- 1520-1543 : Francois de la Roüerie
- 1543-1558 : Berthold de La Balme
- 1558-1559 : Marcantonio Bobba
- 1559-1580 : Philippe de la Roüerie
- 1580- . . . . : Charles Gaudence Madrus ;
- . . . . -1610 : Charles Emmanuel Madrus ;
- 1610-1630 : Pierre Gaspard de Roncas  († 1630) abbé d'Entremont ;
- 1630-1643 : Francesco Adriano Ceva ;
- 1643-1650 : Gabriel de Bezançon (né à Mâcon en 1610 - † 27 mai 1669)

## Les œuvres d'art

### À l'intérieur de l'église

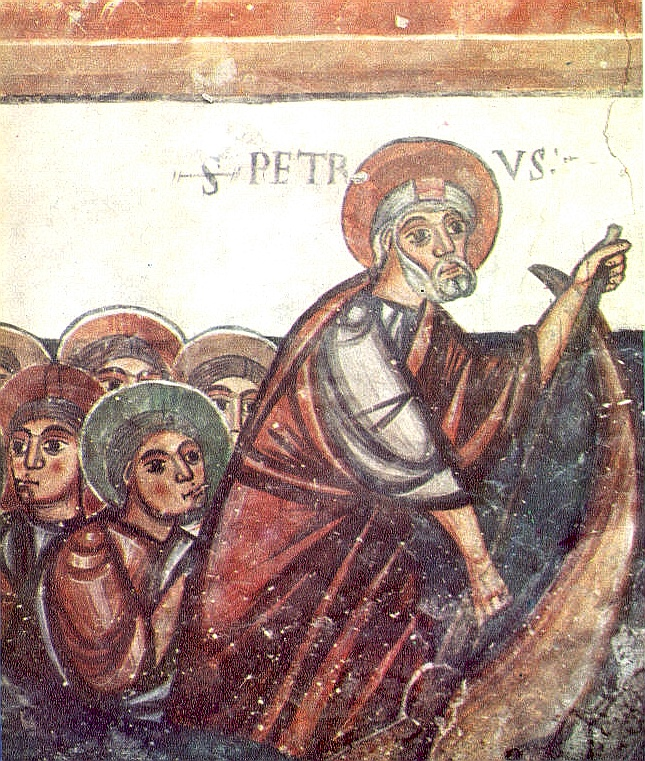
Saint Pierre au lac de Tibériade, fresque du XIe siècle

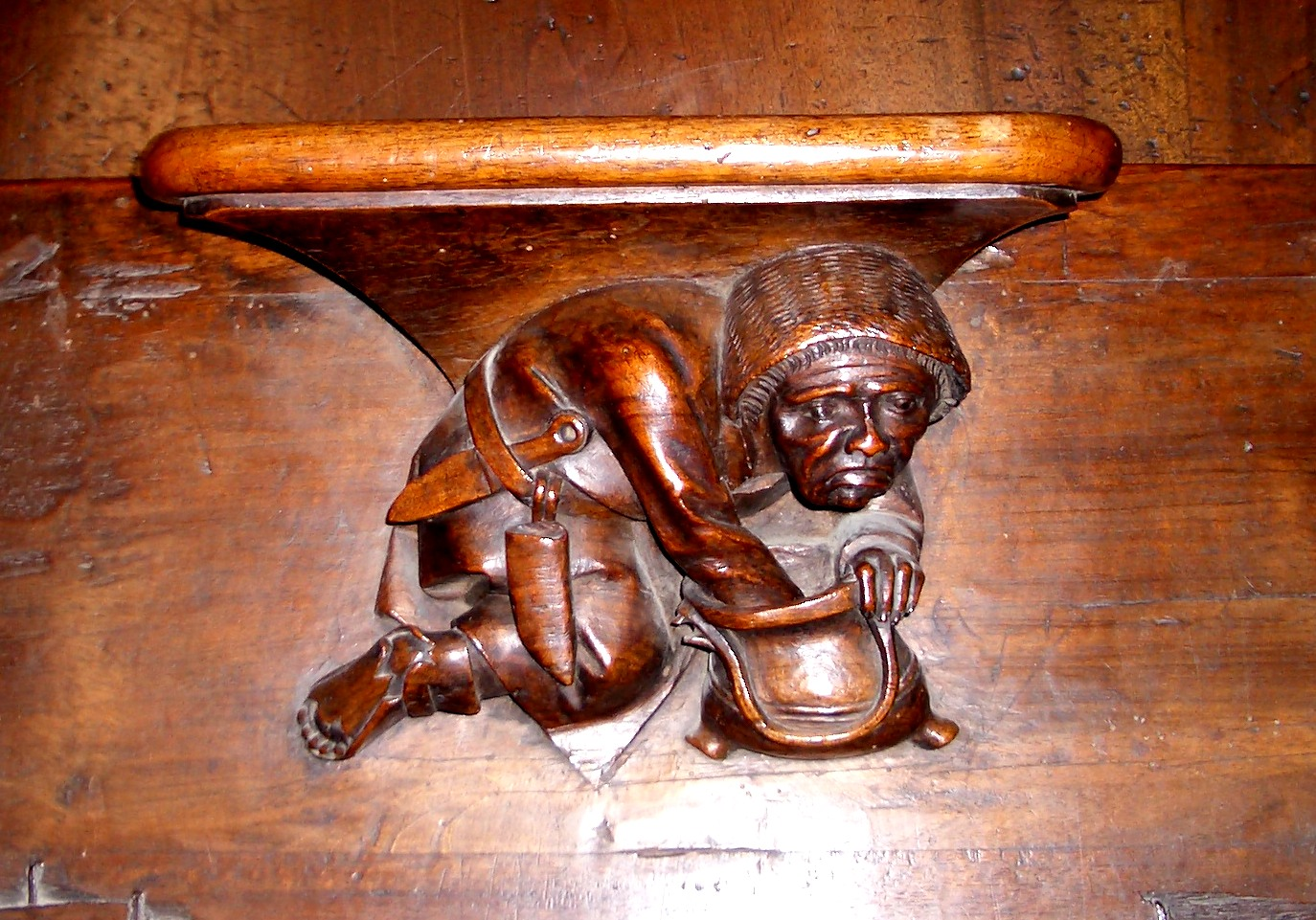
Particularité d'une console : misericordia de forme humaine

Le patrimoine artistique de la Collégiale est de grand intérêt : 
- De l'époque de l'évêque Anselme, il nous reste des fragments de fresques (XIe siècle), un des plus vieux témoignages de l'art roman en Vallée d'Aoste, et un des plus beaux. À noter surtout la scène de Jésus et les apôtres au lac de Tibériade.
- La mosaïque aux tesselles blanches et noires du XIIe siècle, près du presbytèrium, redécouvert après les fouilles de 1999. La scène représentée est Samson tue le lion. Autour de cette figure on lit les lettres du « carré magique » ROTAS OPERA TENET AREPO SATOR, dont les mots forment une célèbre phrase palindrome.
- Les stalles aux côtés du chœur méritent une visite. Elles ont été réalisées vers l'an 1487 en style flamboyant (gothique français) par un sculpteur anonyme très habile venant sans doute de la Suisse ou de la Rhénanie et s'étant installé à Aoste à l'atelier de Jean Vion de Samoëns et de Jean de Chetro. Ces deniers avaient réalisé les stalles de la cathédrale. Sur chaque dossier des 25 stalles nous voyons des figures de saints et de prophètes, aussi bien que des figures humaines et d'animaux bizarres, symboles de forces obscures qui menacent sans arrêt l'humanité.
- Dans le trésor de la Collégiale, on peut admirer les parements, les missels et des œuvres précieuses et raffinées d'art sacré franco-valdôtain. Nous rappelons le missel de Georges de Challant, remontant au XVe siècle, des enluminures du début du XVIe siècle, une petite statue en albâtre représentant un clerc, réalisée entre 1420 et 1422 par Étienne Mossettaz.

### Le cloître
Le cloître fut construit par un groupe de moines augustiniens, qui s'installèrent dans la plaine d'Aoste au XIe siècle près de la Via Francigena (route francigène). Par la beauté de ses chapiteaux en style lombard-catalan-provençal, il est considéré comme le deuxième cloître italien après celui du Montréal, près de Palerme.
Les chapiteaux sont au nombre de 52, ils furent restaurés aux XIIIe et XVe siècles, et sont faits en marbre blanc s'appuyant sur du marbre noir d'Aymavilles. L'historien valdôtain Robert Berton décrit ce choix comme un symbole de pénitence.
Les scènes sculptées représentent des épisodes de l'Ancien Testament (comme l'accouchement de Rebecca assistée par une sage-femme, ou la rencontre et la réconciliation entre Ésaü et Jacob), de la vie de Jésus (sa naissance, les Rois mages), des apôtres et de saint Ours, aussi bien que des fables d'Ésope (comme celle de la cigogne et du renard) et des événements historiques, comme Arnulphe d'Avise s'inclinant face à Saint-Augustin.
Les figures sculptées présentent des « disproportions » typiques de l'art roman, soulignant la différence d'importance des sujets. Le style est le même que l'on rencontre dans les monuments romans français moyenâgeux.
La Fuite en Égypte et les scènes et figures sculptées sur les chapiteaux de ce cloître constituent l'un des plus beaux exemples d'art plastique roman du XIIe siècle.

### Basilique paléochrétienne
Dans la basilique paléochrétienne cruciforme, remontant au Ve siècle, qui se trouve en dessous de l'église de Saint-Laurent, ont été découvertes les pierres tombales de l'évêque Gal (529 - 546), retrouvée en 1300 avec celles des évêques Ange et saint Grat, patron de la Vallée d'Aoste.

### Le prieuré de Saint-Ours
Georges de Challant le fit bâtir en 1468, en s'inspirant de l'architecture civile française, tandis que les décorations en briques sont typiques du style piémontais et lombard du XVe siècle. Auparavant, ici se trouvait déjà des édifices religieux, en particulier le baptistère, dont le plan a été repris pour la tour octogonale. À l'intérieur se trouve la salle du prieur et la chapelle décorée à fresques d'artistes franco-valdôtains de la fin du XVe siècle.

## Illustrations

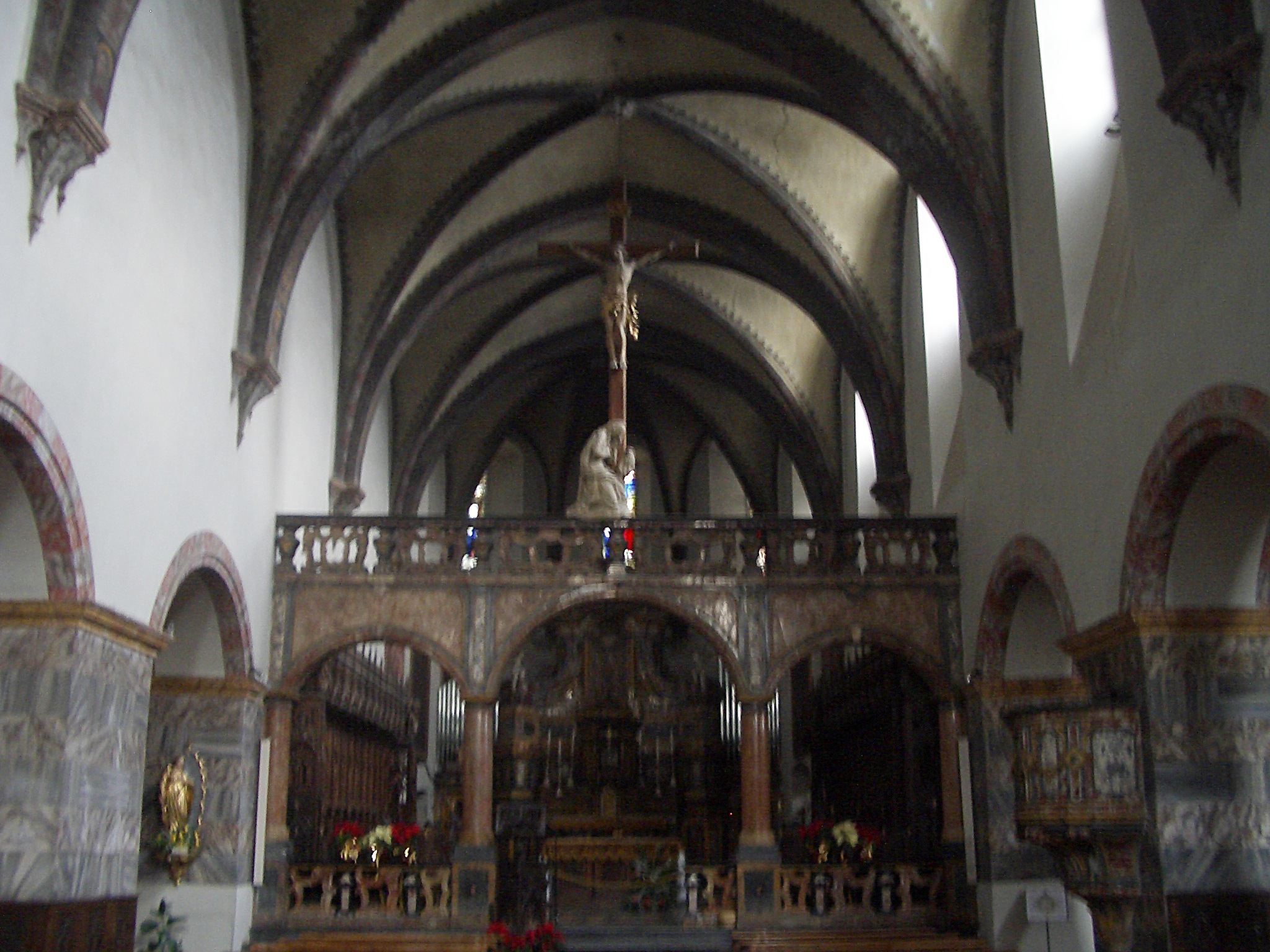
L'intérieur
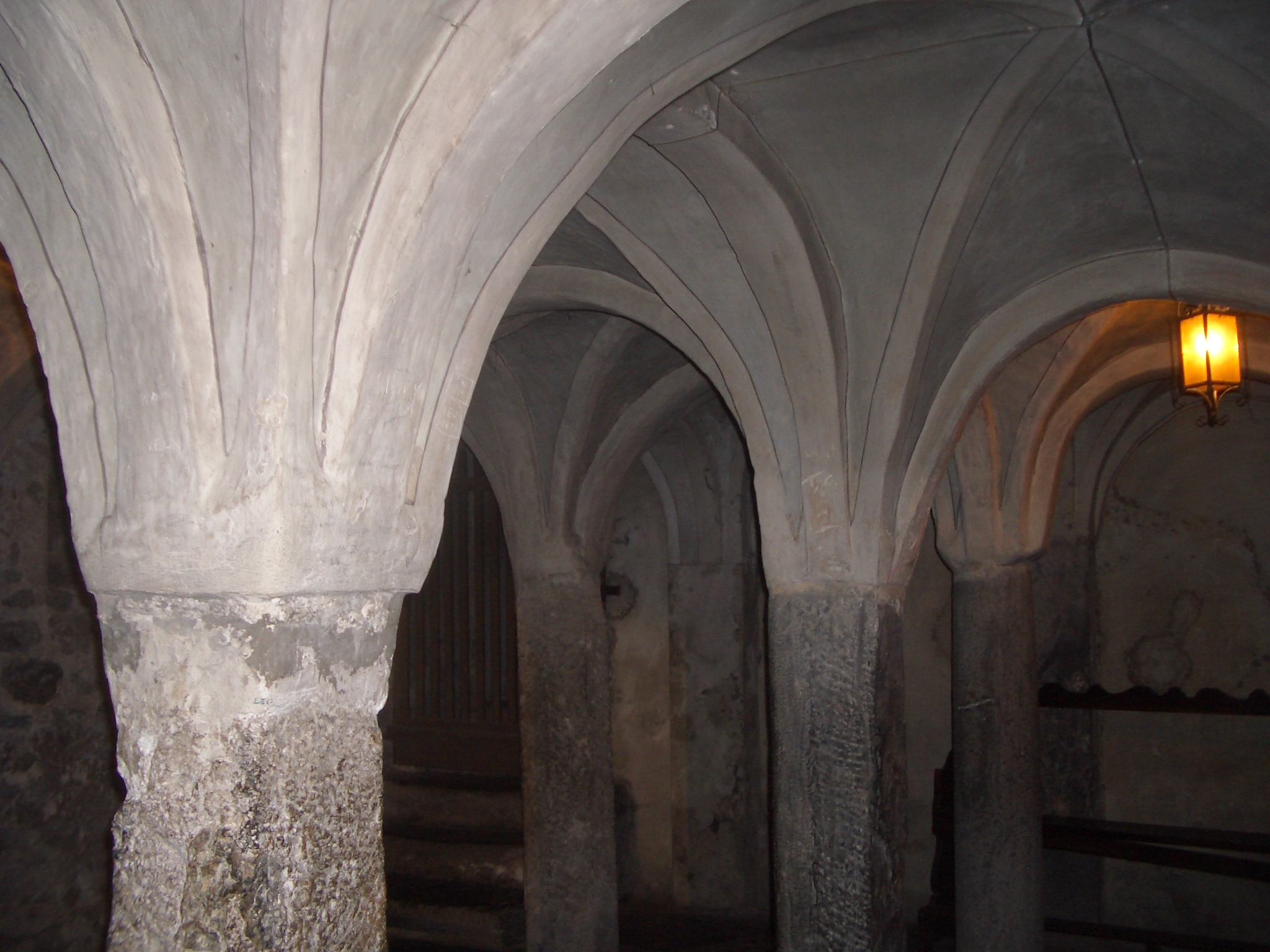
La crypte
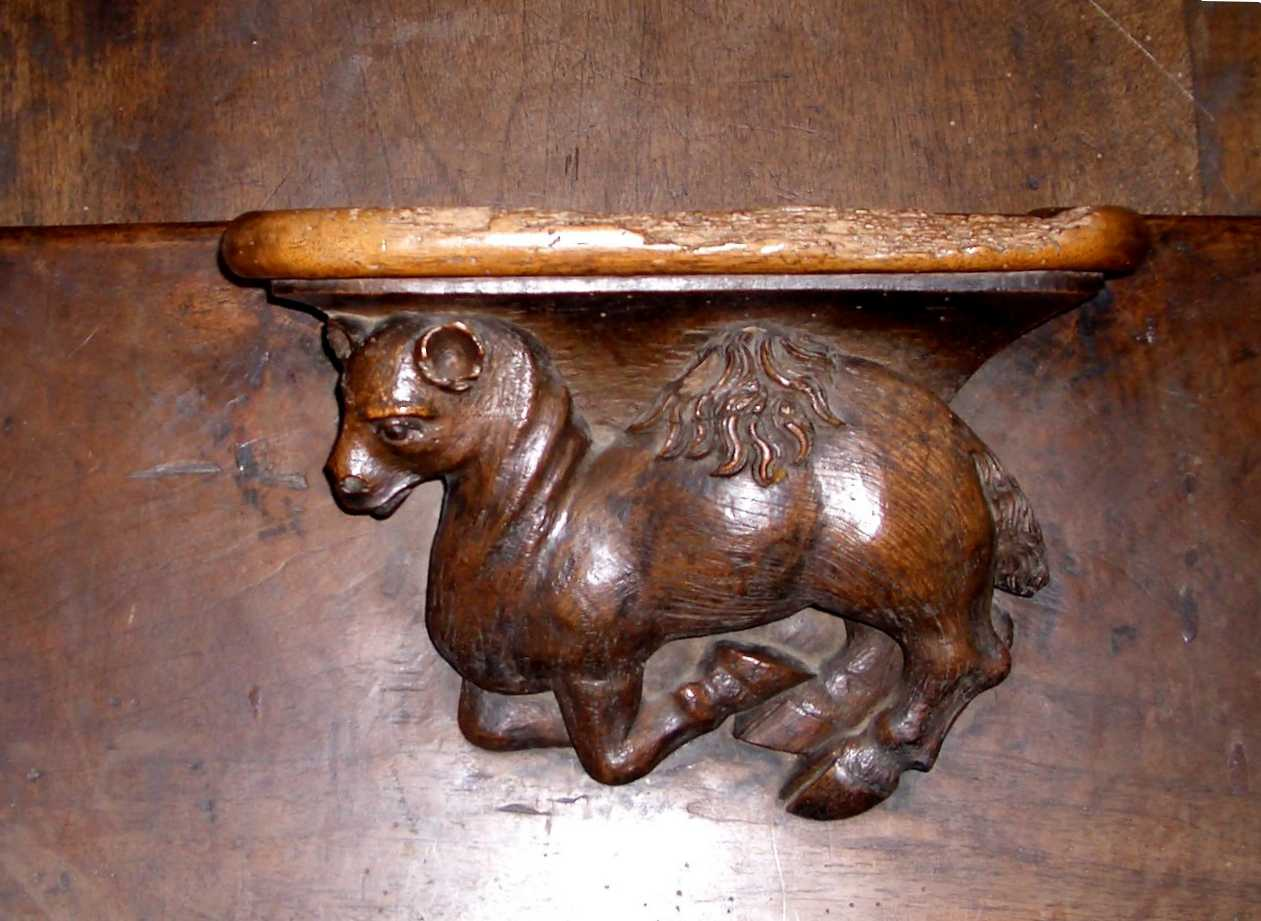
Les stalles (part.)
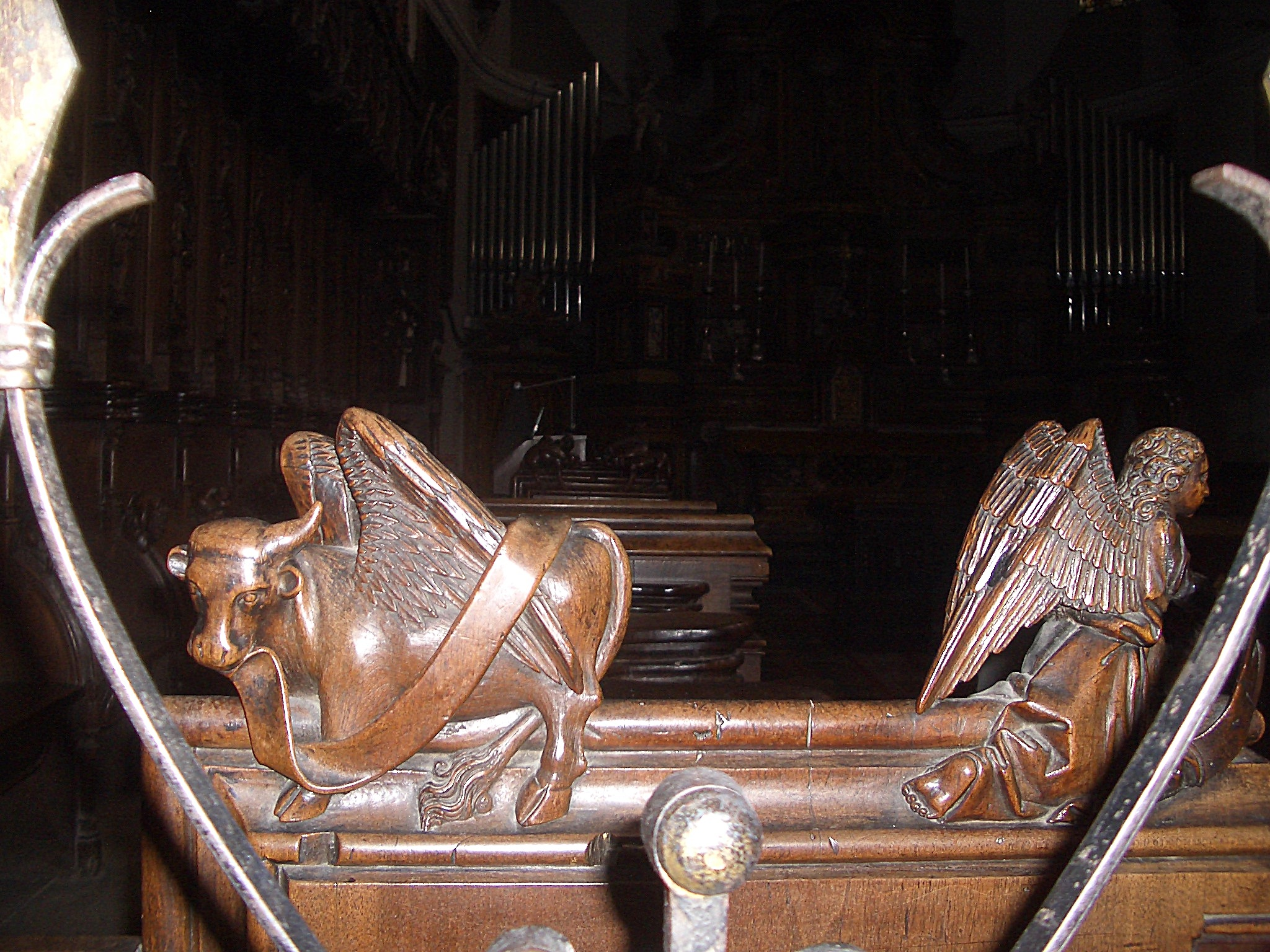
Les stalles (part.), symboles des évangélistes
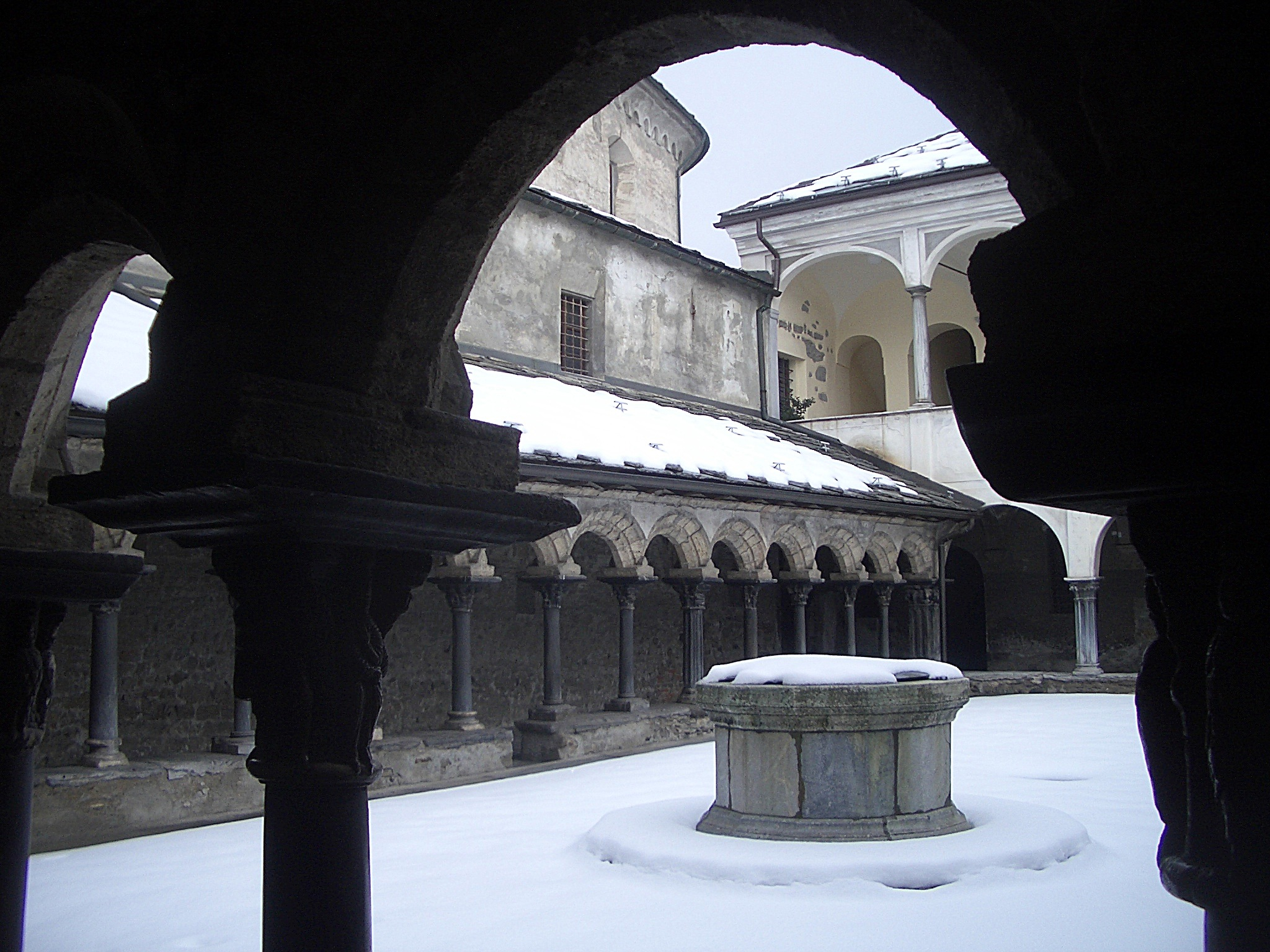
Le cloître
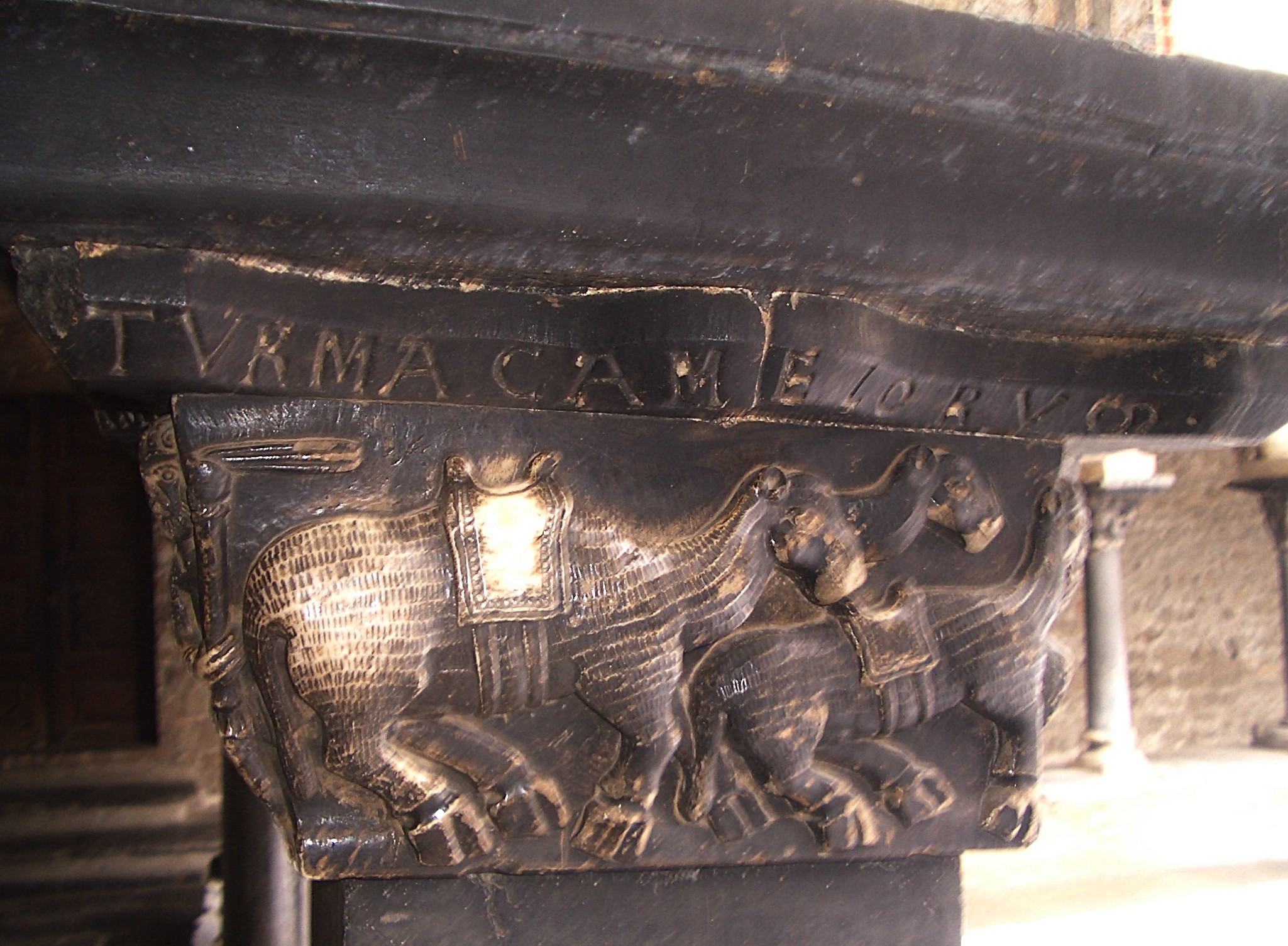
Un chapiteau du cloître
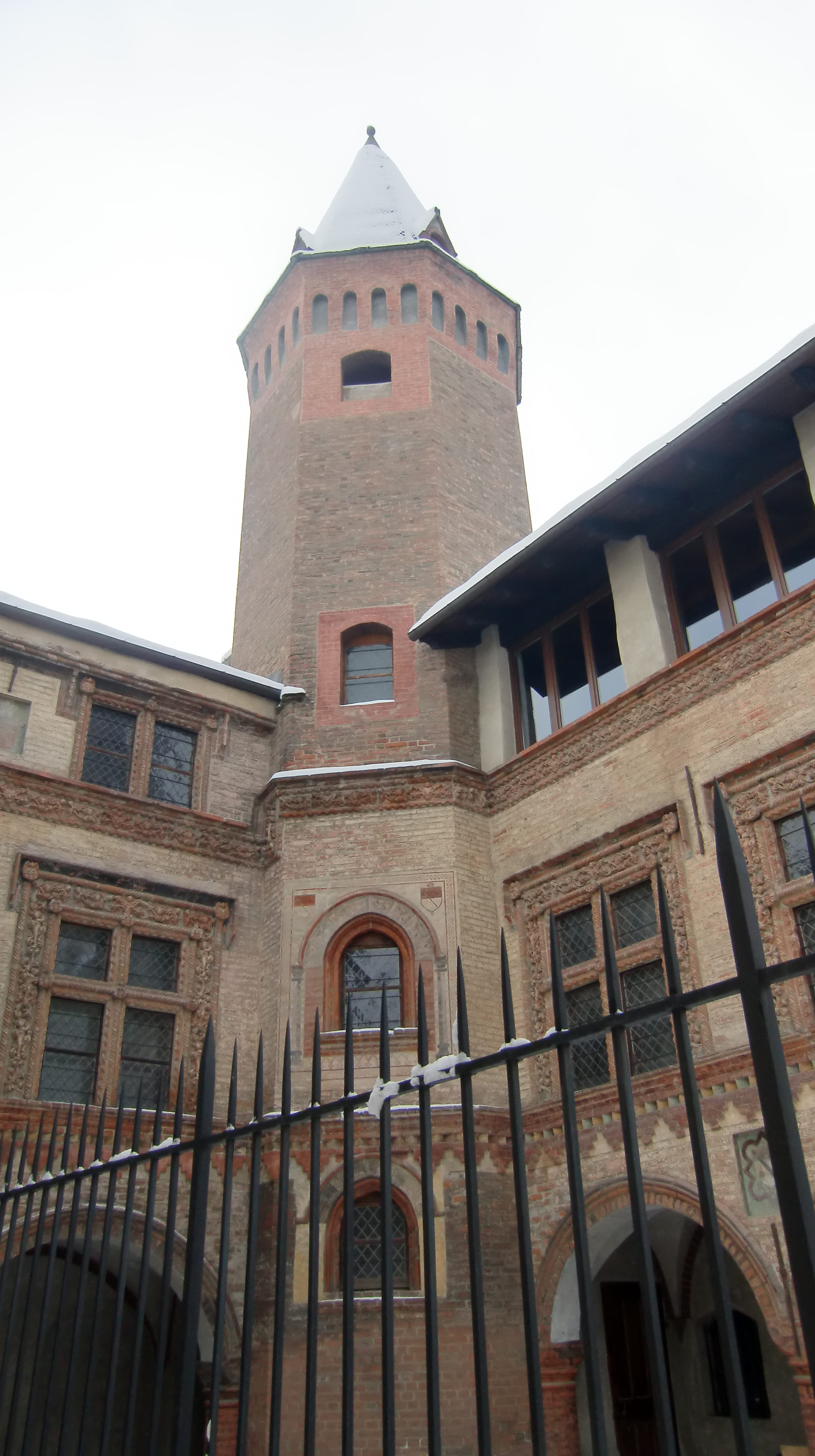
Prieuré de Saint-Ours, la tour octogonale